# Triodontella angusticrus
Triodontella angusticrus är en skalbaggsart som beskrevs av Moser 1917. Triodontella angusticrus ingår i släktet Triodontella och familjen Melolonthidae. Inga underarter finns listade i Catalogue of Life.